# Inabe
Inabe (jap. いなべ市 Inabe-shi) – miasto w Japonii, w prefekturze Mie, w środkowej części wyspy Honsiu, na południowy zachód od Nagoi.

## Położenie
Miasto leży w północnej części prefektury Mie nad rzeką Inabe.
Sąsiaduje z miastami:
- Kuwana i Yokkaichi w prefekturze Mie;
- Kaizu i Ōgaki w prefekturze Gifu.
- od zachodu z miasteczkami Taga i Eigenji w prefekturze Shiga.

## Historia
Miasto zostało powstało 1 grudnia 2003, z połączenia miasteczek: Hokusei, Inabe, Daian i Fujiwara.

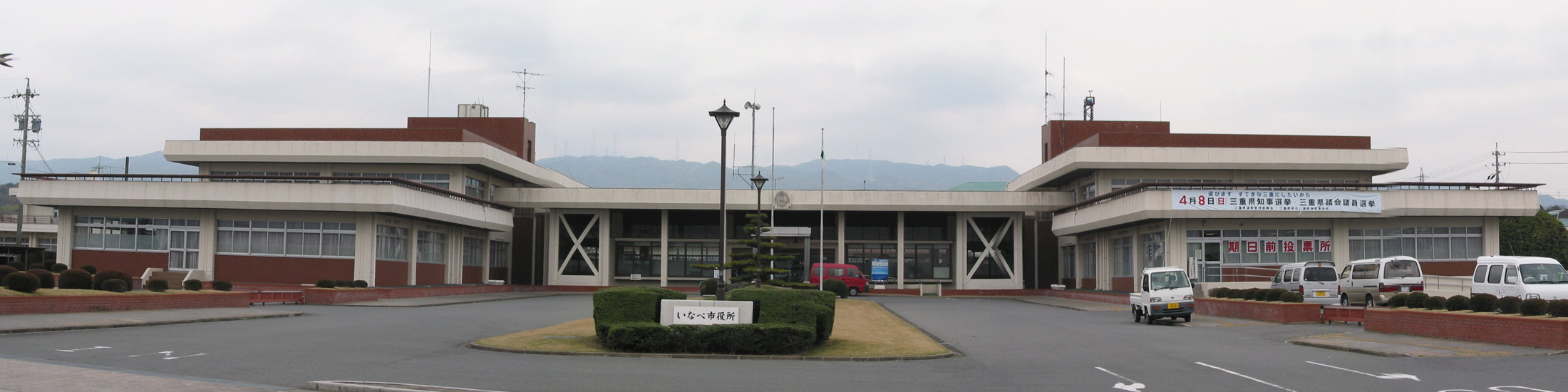
Urząd Miejski